# 鳥取県道305号大山佐摩線
鳥取県道305号大山佐摩線（とっとりけんどう305ごう だいせんさません）は、鳥取県西伯郡大山町を通る一般県道である。

## 概要
西伯郡大山町豊房から西伯郡大山町今在家に至る。

### 路線データ
- 起点：鳥取県西伯郡大山町豊房（鳥取県道30号赤碕大山線交点）
- 終点：鳥取県西伯郡大山町今在家（大山保育所前交差点、鳥取県道36号名和岸本線交点）

## 地理

### 通過する自治体
- 鳥取県
  - 西伯郡大山町

### 交差する道路
| 交差する道路                                                | 交差する場所 | 交差する場所              |
| ----------------------------------------------------------- | ------------ | ------------------------- |
| 鳥取県道30号赤碕大山線                                      | 豊房         | 起点                      |
| 鳥取県道314号赤松大山線                                     | 鈑戸         |                           |
| 鳥取県道36号名和岸本線 鳥取県道158号大山口停車場大山線 重複 | 今在家       | 大山保育所前交差点 / 終点 |

### 沿線
- 大山